# Крушкаста пухара
Крушкаста тиквара (лат. Lycoperdon pyriforme) јестива је гљива из фамилије шампињона (лат. Agaricaceae). Једина је пухара која расте на отпалом дрвету, па се због тога лако разликује од осталих сличних врста. Особина по којој се такође може разликовати јесте да је прекривена веома финим бодљицама, које брзо нестану. Карактерише је и видљива, дуга бела мицелија. Према функционалној групи у природи припада сапрофитима, расте на отпалим гранама или трулим пањевима и то покривајући их скоро у потпуности. На једном трулом пању се могу приметити и неколико десетина. Расте у листопадним и четинарским шумама, током целе године. Веома је честа врста. Име крушкаста тиквара је добила јер изгледом подсећа на крушку.

## Опис плодног тела
Плодоносно тело је мање-више округло, беле боје док је младо. Како стари тако поприма кушкоколик изглед и тамнију боју. Висине је 2—5, а ширине 2—4 цемтиметра. Док је млада, прекивена је ситним бодљицама, које у стаости у потпуности изостају. Када је зрела, на врху се ствара један отвор, осносно пора која је централно постављена кроз коју избацује споре. Споре се ослобађају помоћу ветра или кише, а неретко и животиње могу учествовати у њиховом расејавању. Глеба је бела док је млада, касније је чини само браонкасти прах спора. За подлогу је везана помоћу белих ризоморфа. 

## Хемијске реакције
Не реагује са KOH.

## Микроскопија
Споре су величине 3,5—4,5 µ, округле, глатке без педицела. 

## Галерија
- попречни пресек
- старији примерци
- Тикваста пухара